# Brachionidium viridis
Brachionidium viridis là một loài thực vật có hoa trong họ Lan. Loài này được Becerra & Catchpole mô tả khoa học đầu tiên năm 2007.